# 白潤植
白潤植（1947年3月16日—），韓國男演員，名字常被譯為白允植。

## 演出作品

### 電視劇
- 1977年：KBS《傳說的故鄉》
- 1981年：KBS《大命》飾演 昭顯世子
- 1988年：KBS《風客》
- 1993年：MBC《第3共和國》
- 1994年：MBC《漢城之月》
- 1995年：KBS《張綠水》
- 1996年：SBS《兄弟之江》
- 1997年：KBS《一隻青鳥》
- 1999年：MBC《醫道》
- 2000年：SBS《德》
- 2001年：SBS《女人天下》飾演 鄭允謙
- 2002年：KBS《張禧嬪》飾演 趙師錫（莊烈王后的堂弟）
- 2003年：SBS《狎鷗亭宗家》
- 2009年：MBC《HERO》飾演 趙龍德
- 2010年：tvN《豐年公寓》飾演 朴泰村
- 2011年：SBS《樹大根深》飾演 太宗李芳遠
- 2012年：Channel A《不朽的名作》飾演 黃永哲
- 2013年：MBC《龜巖許浚》飾演 柳義泰
- 2014年：KBS《明日如歌》飾演 法蘭茲休得列傑曼
- 2019年：SBS《VAGABOND》飾演 鄭國表
- 2024年：Coupang Play《家族计划》饰演 白江成

### 電影
- 2000年：《色情男女》
- 2003年：《拯救綠色星球！》
- 2004年：《犯罪的重構》
- 2005年：《那時候的人們》
- 2006年：《格鬥的技術》
- 2006年：《天下壯士麥當娜》
- 2006年：《老千》
- 2007年：《村金庫連環盜竊事件》
- 2007年：《Bravo My Life》
- 2009年：《田禹治：超時空爭霸》
- 2011年：《危險的相見禮》
- 2011年：《頭條》
- 2011年：《冠軍》
- 2012年：《金錢的味道》
- 2012年：《我是王》
- 2013年：《觀相》
- 2015年：《內部者們》
- 2016年：《德惠翁主》
- 2017年：《一定要抓住》
- 2018年：《明堂風水》
- 2019年：《滿月》
- 2019年：《變身（朝鲜语：변신 (2019년 영화)）》飾演 巴爾塔扎爾神父（特別出演）
- 2023年：《露梁：死亡之海》飾演 島津義弘

## 外部連結
- NAVER （页面存档备份，存于）